# Eisenhydroxide

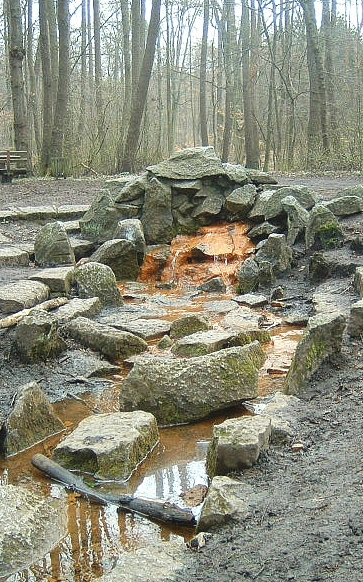
Eisenhaltiges Quellwasser des Königsbrünnchens

Eisenhaltiges Grubenwasser des St.-Johannes-Erbstollens

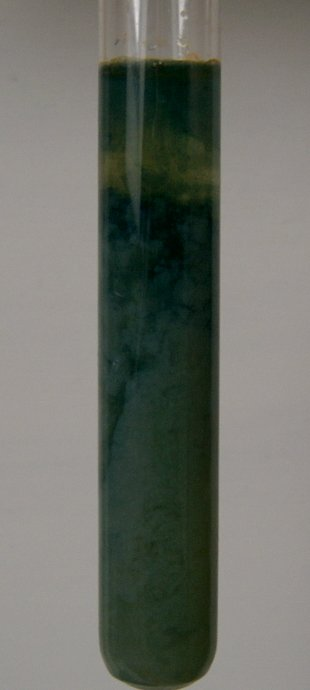
Fällung von Eisen(II)-hydroxid aus einer Ammoniumeisen(II)-sulfatlösung mit teilweiser Oxidation zu Eisen(III)-hydroxid durch Luftsauerstoff

Als Eisenhydroxide (auch chemisch genauer Eisen(III)-oxidhydrate oder als Niederschlag in Gewässern umgangssprachlich Eisenocker genannt) wird im Wesentlichen eine Gruppe von Stoffen zusammengefasst, die sich vom Eisen(III)-oxid mit unterschiedlicher Hydratation ableiten lassen. Daneben gehört zur Gruppe der Eisenhydroxide Eisen(II)-hydroxid, das aber sehr unbeständig ist und bei Anwesenheit von Luftsauerstoff schnell zu Eisen(III)-oxidhydroxid oxidiert wird. Eisenhydroxide sind zu unterscheiden von Schwimmeisen, das sich an der Oberfläche von temporären Stillgewässern bilden kann.
In der Natur finden sich Eisen(III)-hydroxide als Wiesenerz Fe2O3·3H2O, Brauneisenerz (Limonit) 2Fe2O3·3H2O, Gelbeisenerz (Jarosit) Fe2O3·2H2O, Nadeleisenerz (Goethit) Fe2O3·H2O, als Absatz eisenhaltiger Quellen, außerdem in sehr vielen Mineralen und ganz allgemein als gelb oder braun färbender Bestandteil in Gesteinen und im Boden.

## Eisen(III)-hydroxid
Man erhält das Eisen(III)-hydroxid durch Fällung einer Lösung von Eisenchlorid mit Alkalien, am besten mit überschüssigem Ammoniak.
{\displaystyle {\ce {FeCl3 + 3NaOH -> Fe(OH)3 + 3 NaCl}}}
Das frisch gefällte Eisen(III)-hydroxid ist Fe2O3·3H2O, äußerst voluminös und in großen Massen nur sehr schwierig auszuwaschen. Beim Gefrieren kristallisiert es, ebenso bei sehr langem Aufbewahren unter Wasser und verwandelt sich leicht in wasserärmere Verbindungen. Das mit Ammoniak gefällte Eisen(III)-hydroxid war als Ferrum oxydatum fuscum offizinell. Auch das bei Arsenikvergiftungen angewandte Antidot arsenici enthält als wirksamen Bestandteil Eisen(III)-hydroxid. Ein anderes, früher offizinelles Eisen(III)-hydroxid (mit Natriumcarbonat gefällt) ist der Eisensafran (Crocus Martis aperitivus), genannt auch gelber Eisenrost.
Eisen(III)-hydroxid ist dunkelbraun, nicht löslich in Wasser, leicht löslich in Säuren und zerfällt beim Erhitzen in Wasser und Eisen(III)-oxid. Es überträgt leicht seinen Sauerstoff an oxidierbare Körper und verwandelt sich dabei in Eisen(II)-oxid, welches aus der Luft begierig wieder Sauerstoff aufnimmt. Daher wirkt es als fäulnishemmendes Mittel und zerstört in Flüssigkeiten enthaltene fäulnisfähige Stoffe. Auch Holz kann angegriffen werden, beispielsweise an rostenden Nägeln. Eisenhydroxid absorbiert lebhaft Gase und wirkt deshalb günstig im Ackerboden; mit den Gespinstfasern und manchen Farbstoffen verbindet es sich und dient als Beize in der Färberei.
Eisen(III)-hydroxid bildet mit Säuren die jeweiligen Eisensalze, verhält sich aber gegen starke Basen selbst wie eine Säure und treibt, mit Kaliumcarbonat geschmolzen, selbst Kohlendioxid aus.
Eisen(III)-hydroxidoxid wird in granulierter Form als Adsorptionsmittel in der Wasseraufbereitung eingesetzt, etwa zur Entfernung von Arsen aus Trinkwasser.

## Eisen(II)-hydroxid
Eisen(II)-hydroxid erhält man durch Fällung aus Ammoniumeisen(II)-sulfatlösung mit Natronlauge. Der Niederschlag verfärbt sich aber schnell dunkel unter Bildung von rotbraunem Eisen(III)-hydroxid.

## Eisen(III)-oxidhydroxid
Eisen(III)-oxidhydroxid entsteht, wenn Eisen an feuchter kohlen- oder schwefeldioxidhaltiger Luft anfängt zu rosten. Gerade durch die Anwesenheit geringer Mengen Kohlensäure wird das Eisen oxidiert, wohingegen jeweils sauberes Wasser oder trockene Luft allein keine Reaktion bewirkt.

## Externe Links zu erwähnten Verbindungen
1. ↑  Externe Identifikatoren von bzw. Datenbank-Links zu Eisen(III)-hydroxid:  CAS-Nr.: 1309-33-7, EG-Nr.: 215-166-1, ECHA-InfoCard: 100.013.788, PubChem: 73964, ChemSpider: 66593, DrugBank: DBDB13423, Wikidata: Q15491377.